# П'єр Паоло Б'янкі
П'єр Па́оло Б'я́нкі (італ. Pier Paolo Bianchi; нар. 11 березня 1952, Ріміні, Італія) — італійський мотогонщик, триразовий чемпіон світу з шосейно-кільцевих мотогонок MotoGP в класі 125сс (1976, 1977, 1980).

## Біографія
П'єр Па́оло Б'я́нкі дебютував у чемпіонаті світу з шосейно-кільцевих мотоперегонів MotoGP в 1973 році, взявши участь у гонці класу 125сс на Гран-Прі Італії на Yamaha, посівши у ній п'яте місце. В наступному сезоні він по wild-card знову взяв участь у Гран-Прі Італії, цього разу на мотоциклі Minarelli, і посів там третє місце. Цей успіх дозволив П'єру Паоло в наступному сезоні стати повноцінним гонщиком у MotoGP, представляючи в класі 125сс команду Morbidelli. У першому ж повному сезоні Б'янкі у семи гонках, в яких стартував, шість разів фінішував на подіумі, і посів у загальному заліку друге місце, пропустивши Паоло Пілері.
В наступному сезоні 1976 року П'єр Паоло виграв свій перший титул чемпіона світу в класі 125сс після того, як виграв сім Гран-Прі, випередивши в загальному заліку на 23 очка іспанця Анхеля Ньєто. У 1977 році він знову здобув титул чемпіона, здобувши сім перемог, два других місця і 131 очко в загальному заліку.
У 1978 році він повернувся до Minarelli, з якою виграв чотири гонки, отримавши в підсумку третє місце в загальному заліку класу 125сс. Ще гірші результати були у сезоні 1979 року, коли найкращим результатом Б'янкі було третє місце на Гран-Прі Швеції, а у загальному заліку він посів десяте місце. У 1980 році він вирішив перейти до MBA, з якою втретє у своїй кар'єрі став чемпіоном світу.
Після цього тріумфу у кар'єрі П'єра Паоло почався період експериментів, коли він з року в рік змінював команди: Sanvenero, Rieju, Cagiva, Seel. У 1984 та 1986 роках Б'янкі навіть брав участь у змаганнях класу 80сс. І, хоча у нього і траплялися перемоги на етапах Гран-Прі, проте для ще однієї перемоги у чемпіонаті їх виявилось замало: найкращим результатом було 2-е місце у 1985 році.
У 2003 році президент Італії Чампі нагородив П'єра Паоло Б'янчі почесною відзнакою «Кавалер ордена за заслуги перед Італійською Республікою», що паставило його в один ряд із такими видатними італійськими чемпіонами, як Джакомо Агостіні, Бруно Руффо, Еугеніо Лаззаріні та Карло Уббіалі.

## Статистика виступів

### MotoGP

#### У розрізі сезонів
Система нарахування очок, що діяла у період 1969 —1987 років:
| Місце | 1  | 2  | 3  | 4 | 5 | 6 | 7 | 8 | 9 | 10 |
| Очки  | 15 | 12 | 10 | 8 | 6 | 5 | 4 | 3 | 2 | 1  |

Система нарахування очок, що діяла у період 1988 —1992 років:
| Місце | 1  | 2  | 3  | 4  | 5  | 6  | 7 | 8 | 9 | 10 | 11 | 12 | 13 | 14 | 15 |
| Очки  | 20 | 17 | 15 | 13 | 11 | 10 | 9 | 8 | 7 | 6  | 5  | 4  | 3  | 2  | 1  |

| Сезон  | Клас   | Мотоцикл   | Гонки | Пер | Под | ПП | Очки | Місце |
| ------ | ------ | ---------- | ----- | --- | --- | -- | ---- | ----- |
| 1973   | 125cc  | Yamaha     | 1     | 0   | 0   | 0  | 6    | 22    |
| 1974   | 125cc  | Minarelli  | 1     | 0   | 1   | 0  | 10   | 17    |
| 1975   | 125cc  | Morbidelli | 7     | 0   | 6   | 4  | 72   | 2     |
| 1976   | 125cc  | Morbidelli | 7     | 7   | 7   | 6  | 90   | 1     |
| 1977   | 125cc  | Morbidelli | 10    | 7   | 9   | 8  | 131  | 1     |
| 1978   | 125cc  | Minarelli  | 5     | 4   | 5   | 3  | 70   | 3     |
| 1979   | 125cc  | Minarelli  | 4     | 1   | 2   | 0  | 35   | 10    |
| 1980   | 125cc  | MBA        | 9     | 2   | 5   | 3  | 90   | 1     |
| 1981   | 125cc  | MBA        | 9     | 0   | 6   | 5  | 84   | 3     |
| 1982   | 125cc  | Sanvenero  | 6     | 0   | 5   | 1  | 59   | 4     |
| 1983   | 125cc  | Sanvenero  | 10    | 0   | 3   | 1  | 40   | 8     |
| 1984   | 80cc   | Rieju      | 8     | 2   | 3   | 0  | 68   | 3     |
| 1984   | 125cc  | MBA        | 1     | 0   | 0   | 0  | 0    | —     |
| 1985   | 125cc  | MBA        | 10    | 3   | 6   | 1  | 99   | 2     |
| 1986   | 80cc   | Seel       | 7     | 1   | 2   | 0  | 44   | 8     |
| 1986   | 125cc  | Seel Elit  | 10    | 0   | 0   | 0  | 34   | 8     |
| 1987   | 125cc  | MBA        | 11    | 0   | 1   | 0  | 43   | 7     |
| 1988   | 125cc  | Cagiva     | 10    | 0   | 0   | 0  | 24   | 19    |
| 1989   | 125cc  | Seel       | 1     | 0   | 0   | 0  | 0    | —     |
| Всього | Всього | Всього     | 127   | 27  | 61  | 32 | 999  |       |